# Aadorf
Aadorf (gsw. Oodereff) – miejscowość i gmina (Politische Gemeinde) w północno-wschodniej Szwajcarii, w kantonie Turgowia, w okręgu (Bezirk) Münchwilen. Leży nad rzeką Lützelmurg. 

## Demografia
W Aadorfie mieszka 9 359 osób. W 2021 roku 16,5% populacji gminy stanowiły osoby urodzone poza Szwajcarią. 

## Transport
Przez teren gminy przebiegają autostrada A7 oraz droga główna nr 7.